# Gwen Stacy (série de filmes The Amazing Spider-Man)
Gwendolyne Maxine "Gwen" Stacy é uma personagem fictícia da série de filmes The Amazing Spider-Man de Marc Webb, ela é baseada na personagem da Marvel Comics Gwen Stacy, de Stan Lee e Steve Ditko. É interpretada por Emma Stone e é o interesse romântico de Peter Parker / Homem-Aranha em The Amazing Spider-Man (2012) e The Amazing Spider-Man 2: Rise of Electro (2014).

## Biografia fictícia

### The Amazing Spider-Man(2012)
Gwen aparece pela primeira vez como filha do capitão de polícia da cidade de Nova York George Stacy e como colega de classe de Peter Parker e Flash Thompson na Midtown Science High School. Ela separa uma briga entre os dois, advertindo Flash por não terminar sua lição de casa e por bater em Peter, e depois elogia o último por enfrentar Flash. Peter e Gwen começam a desenvolver um interesse mútuo um pelo outro a partir desse ponto. Eles se encontram mais tarde na Oscorp, onde Gwen está estagiando como assistente de pesquisa, quando Peter entra furtivamente na instalação para encontrar o Dr. Curt Connors e mais tarde é picado por uma aranha radioativa que lhe dá novas habilidades. Gwen alcança Peter depois que seu tio Ben o pega após a detenção depois da escola, e mais tarde consola Peter após a morte de Ben.
Depois que Peter começa a rastrear o assassino de Ben como um vigilante mascarado, Gwen o convida para jantar com sua família, onde Peter e a Capitã Stacy discutem sobre os motivos do vigilante. Depois, Peter revela a ela que ele é, de fato, o vigilante, compartilhando um beijo com ela. Gwen também desempenha um papel crucial na derrota do Lagarto; tendo ajudado Peter a desenvolver um antídoto para o soro de Connors para transformar pessoas em híbridos reptilianos usando seu próprio conhecimento científico. Infelizmente, seu pai é morto pelo Lagarto antes que Peter possa derrotar o vilão. George faz Peter prometer manter Gwen longe de sua vida perigosa. Peter honra esse voto sem contar imediatamente a Gwen, o que a ofende até que ela perceba o que seu pai fez e perdoe Peter. No entanto, quando Peter mais tarde insinua que está reconsiderando manter esse voto, ela sorri silenciosamente com esse acontecimento.

### The Amazing Spider-Man 2(2014)
Gwen se forma no ensino médio como oradora da turma. Depois, Peter se sente culpado por não ter honrado os desejos do pai. Cansada de um relacionamento instável, Gwen termina com Peter.
Na Oscorp, Gwen conhece Max Dillon, onde descobre que ele é obcecado pelo Homem-Aranha. Mais tarde, ela reencontra Peter, tentando manter a amizade. Ela conta a Peter que está se candidatando a uma bolsa de estudos para a Universidade de Oxford, o que significa que terá que se mudar para a Inglaterra se for aprovada.
Max, tendo sofrido um acidente industrial e se tornado Electro, desliga a energia da Times Square enquanto procura eletricidade para se abastecer. Gwen reconhece Max e percebe que a Oscorp está encobrindo o possível escândalo; Donald Menken, um membro de alto escalão e rebelde do conselho da Oscorp, decide que ela é uma ameaça, demite-a e a escolhe para eliminação.
Gwen consegue a posição em Oxford. Antes de partir, Peter a alcança e declara seu amor por ela, concordando em acompanhá-la até a Inglaterra. Eles são interrompidos por um apagão intencional causado por Electro. Apesar dos melhores esforços de Peter para manter Gwen fora de perigo, ela o ajuda a derrotar Electro sobrecarregando-o com eletricidade. Logo depois que eles fazem isso, Harry Osborn chega, agora como o Duende Verde, tendo descoberto a identidade do Homem-Aranha e querendo vingança por ter sido recusada uma transfusão de sangue potencialmente salvadora. Duende sequestra Gwen e a joga do topo de uma torre do relógio. Peter é incapaz de salvá-la e, posteriormente, termina sua carreira como Homem-Aranha. No entanto, o discurso de formatura de Gwen o motiva a voltar à ação.

## Em outras mídias

### Jogos eletrônicos
Gwen aparece nos jogos The Amazing Spider-Man (2012) e é mencionada em sua sequência The Amazing Spider-Man 2 (2014), dublada por Kari Wahlgren.

## Recepção
A atuação de Emma Stone como Gwen Stacy recebeu críticas positivas e levou a um reconhecimento mais amplo para a atriz, já que ela foi indicada a vários prêmios, ganhando o prêmio de "Atriz de Cinema Favorita" no Kids' Choice Awards de 2015. Os críticos elogiaram a química de Stone com Andrew Garfield em The Amazing Spider-Man e The Amazing Spider-Man 2, e o fato de sua personagem ser significativamente mais desenvolvida do que a Gwen Stacy da trilogia de Sam Raimi.